# Tatsuzō Ishikawa
Tatsuzō Ishikawa (石川 達三?, Ishikawa Tatsuzō; Yokote, 2 luglio 1905 – Tokyo, 31 gennaio 1985) è stato uno scrittore e giornalista giapponese, il primo vincitore del premio Akutagawa nel 1935 con il romanzo Sōbō (蒼氓, trad. Gente errante), in cui racconta della sua esperienza tra gli emigrati giapponesi in Brasile.

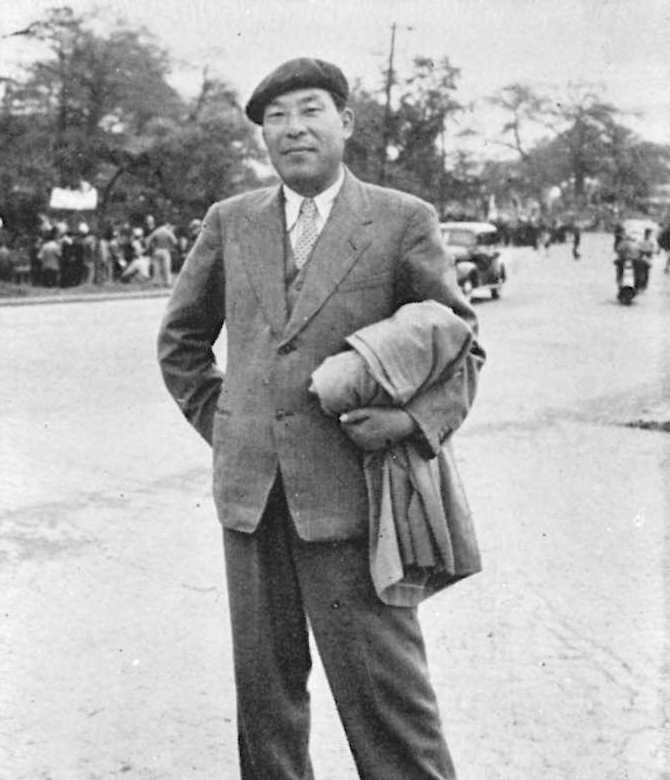
Ishikawa Tatsuzou

Le sue opere coprono una vasta gamma di argomenti, compresi romanzi folcloristici con forti caratteristiche sociali. Il suo stile letterario si concentra sull'uso di tecniche documentarie.
Come reporter che accompagnava l'esercito giapponese durante la guerra cino-giapponese, ha scritto 生きている兵隊?, Ikite iru Heita, trad.  (I soldati vivi, 1938), in cui ha descritto le atrocità compiute dall'esercito durante il massacro di Nanchino; il racconto, pubblicato su una rivista, è stato subito messo al bando dal governo per "disturbo della pace e dell'ordine", come previsto dalla "Legge sulle pubblicazioni" (Shinbunshi Hō 新聞紙法), e il suo autore condannato a quattro mesi di carcere.
Dopo la seconda guerra mondiale, Ishikawa ha pubblicato diversi best-seller su soggetti di vita quotidiana, come l'amore e il matrimonio, ma anche "romanzi sociali" caratterizzati dallo stile investigativo. I titoli di molte delle sue opere divennero all'epoca espressioni gergali.
Dalla fine degli anni quaranta ha rivestito diverse cariche sociali: è stato membro dell'Accademia giapponese delle arti (日本芸術院), presidente del PEN Club giapponese (日本ペンクラブ), dell'Associazione giapponese degli scrittori (日本文藝家協会), dell'Associazione giapponese per la protezione del copyright letterario (日本文芸著作権保護同盟), del Congresso di Tokyo dell'Associazione degli scrittori afro-asiatici (Afro-Asian Writers' Association-AAWA).

## Biografia

### Primi anni e formazione
Ishikawa Tatsuzo nacque a Yokote, nella prefettura di Akita, terzogenito di una numerosa famiglia. Il padre, Ishikawa Yusuke, lavorava come insegnante di inglese alla scuola superiore di Yokote; la madre, proveniva da una famiglia benestante della città di Kakunodate. Durante la sua infanzia e adolescenza, Tatsuzo cambiò diverse città di residenza, tra cui Oimachi e Takahashi, seguendo la famiglia che si spostava laddove il padre trovava lavoro.

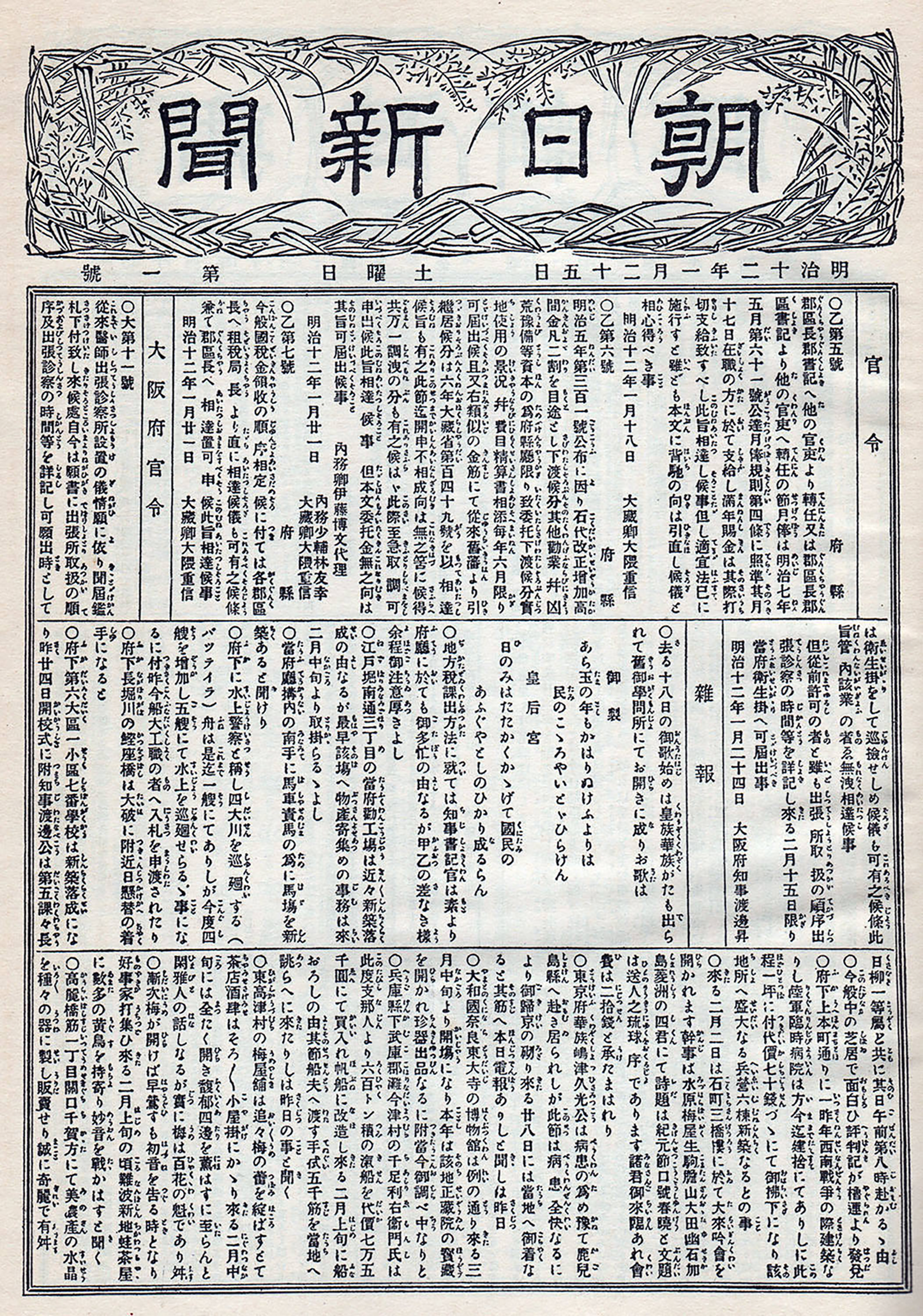
Primo numero del quotidiano nazionale Asahi Shimbun, 25 gennaio 1879

Nel 1914, all'età di nove anni, perse la madre e fu affidato alle cure dello zio a Tokyo. Un anno dopo, quando il padre si risposò, andò a vivere a Tōkamachi, con lui e la matrigna. Sempre seguendo il padre, cambiò diverse scuole e si diplomò in un istituto privato ad Okayama.
Durante gli studi si avvicinò alle opere di diversi scrittori, tra cui Tōson Shimazaki, Zola e Anatole France. Nel 1925 si trasferì a Tokyo, dove si iscrisse alla seconda scuola superiore dell'Università di Waseda. Pubblicò sulla rivista studentesca 薔薇盗 (trad. Ladro di rose) e inviò suoi racconti al pluripremiato concorso di saggi dell'Asahi Shimbun e ad altre riviste.

### Avvio carriera letteraria
Nel 1926 pubblicò su Sanyo Shimbun, un quotidiano con sede a Okayama, La morte solitaria di Gesù (に「寂しかったイエスの死 ).
Mentre stava pensando di partire per la Manciuria o per le Filippine per guadagnarsi da vivere, vinse il concorso di saggi dell'Asahi Shimbun di Osaka con 幸福 (trad.: Felicità), grazie al quale ottenne la somma di 200 yen. Nel 1927 venne ammesso al Dipartimento di Inglese della Facoltà di Lettere dell'Università di Waseda, che però in seguito abbandonò, non possedendo risorse economiche sufficienti per pagare le tasse scolastiche.
Trovò lavoro presso l'editore Jironsha, dove curò la rivista Kokumin Jiron. La raggiunta stabilità economica riaccese il suo sogno di diventare un romanziere. Inviò articoli a varie case editrici, ma senza successo.
Nel marzo del 1930, grazie all'aiuto di un amico del fratello che lavorava in un'azienda di consulenza sull'immigrazione, ottenne la possibilità di imbarcarsi come immigrato indipendente con sussidi governativi su una nave diretta in Brasile. Per raccogliere fondi per il viaggio, Ishikawa si dimise temporaneamente dal suo lavoro e ricevette un'indennità di pensionamento di 600 yen con la promessa che al suo ritorno avrebbe inviato regolarmente resoconti delle sue esperienze di viaggio.

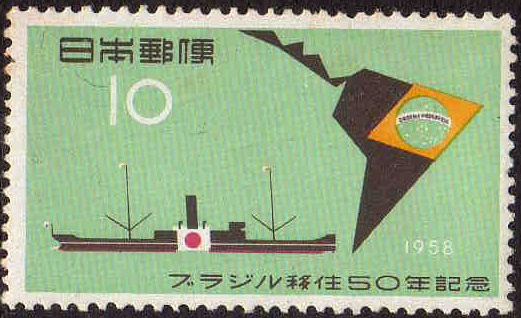
Francobollo emesso nel 1958, in occasione del nel 50º anniversario dell'emigrazione giapponese in Brasile

Lavorò per due mesi in alcune fattorie in Brasile, e una volta fatto ritorno in Giappone, riprese la sua precedente occupazione. Nel giugno 1931 pubblicò diversi racconti sulla rivista letteraria Waseda bungaku (早稲田文学, trad. Letteratura di Waseda), prodotta all'interno dell'Università.

### Emigranti giapponesi in Brasile.Sōbō(Gente errante, 1935)
Nell'aprile 1935 Ishikawa descrisse in un racconto intitolato Sōbō (蒼氓, trad.: Gente errante), pubblicato nel primo numero della rivista Hoshiza, la situazione degli immigrati in Brasile, costretti a vivere una vita miserabile, basandosi su ciò che aveva visto.
Il titolo Sōbō 蒼氓, traducibile con “Tutte le persone” o “Persone disperse”, nell'uso di caratteri cinesi non comuni, comprende il carattere bō 氓, formato da due radicali, 亡 (morto/perso/ distrutto/dimenticato) e 民 (persone; lett. persone “dimenticate/perse”), che rinviano al significato di nomadi e migranti. Sō 蒼 indica il colore blu scuro di alcune erbe e "suggerisce l'empatia e la simpatia dell'autore per i poveri e ignoranti emigranti che, come l'erba, venivano ripetutamente calpestati, ma erano abbastanza resilienti da sopravvivere".
I primi emigranti giapponesi - 781 persone - salparono da Kōbe verso il Brasile nel 1908 e vennero impiegati come lavoratori a contratto nelle piantagioni di caffè brasiliane, spinti a partire dal programma di emigrazione promosso dal governo giapponese per ridurre la manodopera eccedente, con la promessa che chi raggiungeva il Brasile sarebbe diventato ricco esercitando il ruolo di "kaigai hatten no senkusha 海外発展の先駆者, “pioniere dello sviluppo internazionale”. I primi a partire furono seguiti da decine di migliaia di persone in cerca di nuove opportunità, creando la più grande comunità d’oltremare di discendenza giapponese al mondo, i nikkei brasiliani.

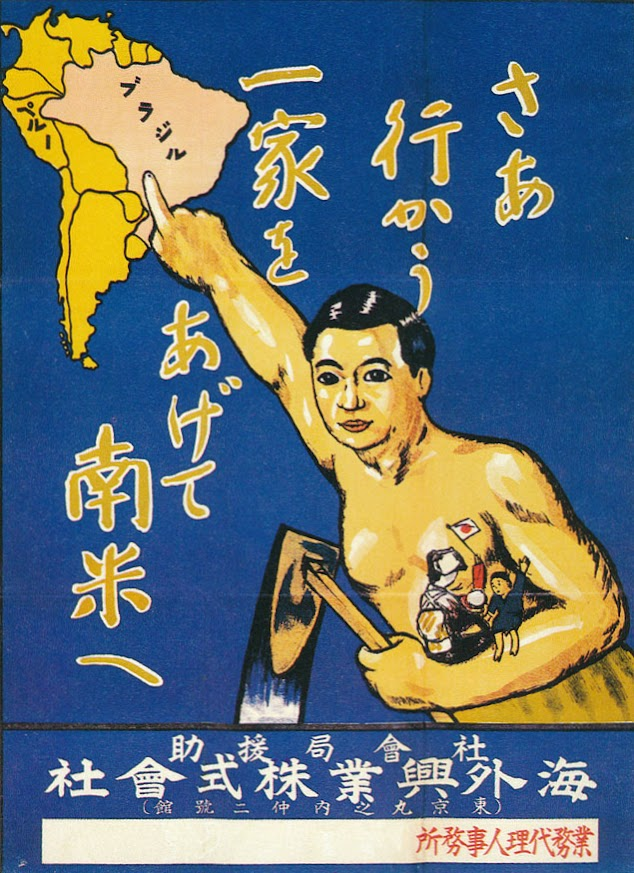
Un poster del governo giapponese per promuovere l'emigrazione in Brasile

Quando arrivò in Brasile nel 1930, Ishikawa lavorò per circa per un mese in una piantagione di caffè a Santa Rosa, vicino a San Paolo, e dopo un altro mese fece ritorno in Giappone. In seguito avrebbe affermato che furono le condizioni di disperazione e di miseria dei contadini disoccupati e senza terra incontrati nel centro per l'emigrazione di Kobe che lo avevano motivato diventare uno scrittore.
In un momento in cui stava crescendo l'interesse per i gaichi (外地, lett. "terre esterne"), i territori esterni allo stato imperiale giapponese, Sōbō, un'opera caratterizzata dall'uso di tecniche realistiche, che lasciava trasparire la contrarietà di Ishikawa per le conseguenze umane delle politiche del Giappone sull'emigrazione, vinse la prima edizione del Premio Akutagawa
La motivazione fece riferimento alla riuscita rappresentazione degli emigranti da parte dell'autore, allo “stile solido” nell’uso di metodi di scrittura tsūzoku teki 通俗的 (popolari) e all'argomento coinvolgente. Sōbō si presentava in modo diverso dal genere intimista dello shishōsetsu 私小説, basato sulla descrizioni della vita quotidiana degli autori, dello shinkankaku-ha 新感覚派 (la Nuova Sensibilità), concentrato sull'esplorazione di "nuove impressioni" o "nuove percezioni", ed era anche differente, per certi aspetti, dalla letteratura proletaria corrente.
I giornali, tuttavia, segnalarono Ishikawa come uno “scrittore sconosciuto".
Una raccolta di racconti con lo stesso titolo venne pubblicata in ottobre dall'editore Kaizōsha, e anni dopo, da febbraio a luglio del 1939, la seconda e la terza parte - Nankai kōro 南海航路 (trad.: La linea del Mare del Sud) e Koenaki tami  聲無き民 (trad.: Persone senza voce) - vennero pubblicate su Nagahan Bunko, rendendolo un romanzo completo: vide la luce nell'agosto del 1939 in forma di libro con il titolo Sōbō (sanbu saku) 蒼氓 (三部作) (Trilogia di Sōbō).
I tre racconti, con protagonisti i viaggiatori conosciuti da Ishikawa, leggermente romanzati, le loro speranze per una nuova e più promettente vita all'estero e i primi giorni di lavoro nelle piantagioni di caffè, hanno come collegamento un personaggio immaginario, una donna di ventitré anni chiamata Satō Onatsu che rappresenta la passività e la vulnerabilità che caratterizzarono molti migranti.
Dopo il successo di Sōbō, Ishikawa scrisse diverse altre opere. Nel 1937 pubblicò Hikage no mura 日蔭の村 (trad.: Villaggio dell'ombra), nel quale raccontò le vicende legate al villaggio di Ogouchi, fatto sprofondare sul fondo di un lago per costruire un bacino idrico, uno dei più grandi bacini di acqua potabile del Giappone; la sua costruzione, durata diciannove anni, comportò il trasferimento di 945 famiglie. Il libro attirò l'attenzione del mondo letterario sullo stile "investigativo" del suo autore e fu elogiato come un tipo di romanzo sociale che utilizzava tecniche di reportage.

### Il massacro di Nanchino.Ikiteiru Heitai(I soldati vivi, 1938)

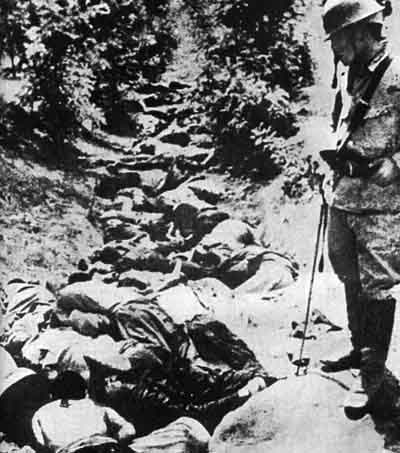
Civili cinesi massacrati in una fossa a Xuzhou

Nel dicembre 1937 Ishikawa venne inviato a Nanchino come reporter speciale dalla casa editrice Chūō Kōron. Partì per la zona di Chuchi, campo di battaglia della guerra sino-giapponese, e giunse a Nanchino nel gennaio 1938, alcune settimane dopo la caduta della città e il massacro compiuto dall'esercito imperiale giapponese ai danni dei soldati e della popolazione civile cinese. Inserito in un'unità dell'esercito in seguito collegata al massacro di Nanchino, Ishikawa scrisse un resoconto (Ikiteiru Heitai  生きてゐる兵隊, trad. I soldati vivi, 1938) delle atrocità - tra cui saccheggi, stupri, incendi dolosi e omicidi - subite dai civili cinesi da parte delle truppe giapponesi, e del diffuso pessimismo dei soldati giapponesi.
A causa del suo argomento controverso, quasi un quarto del suo contenuto fu censurato prima ancora che fosse programmato per essere serializzato su Chūō Kōron. La rivista fu ritirata dalla circolazione subito dopo la pubblicazione del racconto sul numero di marzo 1938 e Ishikawa, l'editore, e tre editori furono arrestati ai sensi della Legge sulle pubblicazioni (Shuppan Hō 出版法) del 1893 e della Legge sulla stampa (Shinbunshi Jōrei 新聞紙条例) del 1909. per "aver causato disturbo alla pace e all'ordine". Ishikawa fu condannato a quattro mesi di prigione e messo in libertà vigilata per tre anni. Ikite iru Heitai sarebbe stato pubblicato nella sua interezza solo dopo la guerra, nel dicembre 1945.
A seguito di questa esperienza, Ishikawa limitò i suoi argomenti a soggetti tratti dalla sfera domestica, pubblicando libri come Kekkon no seitai  結婚の生態 (trad. L'ecologia del matrimonio, 1938), che esplorava gli ideali dell'amore e del matrimonio, divenuto un bestseller, seguito da Chie no aokusa 智慧の青草 (trad.: L'erba verde della saggezza, 1939), Hana no nai kisetsu 花のない季節 (trad. Una stagione senza fiori, 1940) e Ai no Arashi 愛の嵐 (trad: Tempesta d'amore, 1940), tutte opere rivolte principalmente alle lettrici, assicurandosi la posizione di autore popolare e affermando la sua posizione nel mondo letterario giapponese.

### Colonie della Micronesia.Akamushijima nisshi(Diario dell'isola degli insetti rossi, 1943)

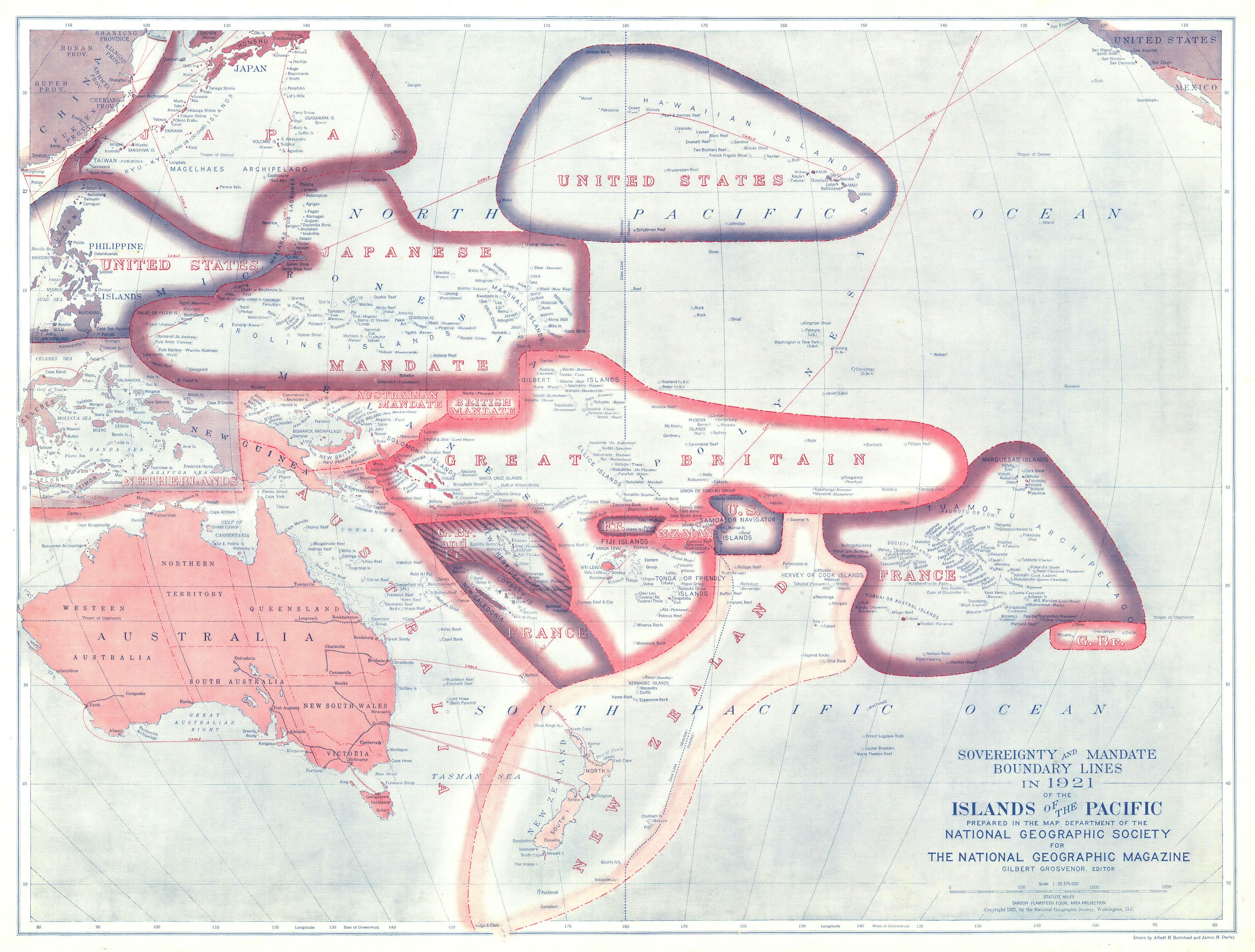
Mappa del 1921 del National Geografic in cui sono mostrate le aree di controllo politico del Pacifico, tra cui quella definita "Japanese Mandate", assegnata al Giappone

Nel maggio 1942 Ishikawa viaggiò nelle isole del Pacifico meridionale, in quei territori della Micronesia, chiamati Nan yō guntō, che la marina giapponese aveva sottratto al dominio tedesco poco dopo lo scoppio della prima guerra mondiale, nell'ottobre 1914.
Durante il periodo coloniale giapponese, la Micronesia non suscitò grande interesse tra gli scrittori del Sol Levante, non divenne l'ambientazione di importanti opera di narrativa, né attrasse a vivere, come residenza, alcun romanziere o artista. Tra gli scrittori che si interessarono ai Mari del Sud - Ando Sakan (Sei), Nakagawa Yoichi, Ishikawa Tatsuzo e Nakajima Atsushi - i più importanti furono Ishikawa e Nakajima, che si recarono entrambi in Micronesia poco prima della guerra del Pacifico.
Un anno dopo esservisi recato, Ishikawa pubblicò il resoconto di viaggio Akamushijima nisshi 赤虫島日誌 (trad.: Diario dell'isola degli insetti rossi, 1943), diviso in tre sezioni: la descrizione del viaggio via mare verso sud, in direzione delle Marianne; le impressioni su Rota, Yap e Palau; il racconto di sei giorni trascorsi su una piccola isola disabitata con dei dipendenti di una società giapponese di perle.
Il resoconto mette in luce sia gli aspetti primitivi delle isole dei Mari del Sud sia la rapida e problematica trasformazione loro impressa dalla presenza coloniale giapponese. Durante una sua visita alla scuola femminile di Koror, a Palau, dove il preside parlava il dialetto del Giappone nord-orientale e insegnava alle allieve, accompagnato da un organo, marcette patriottiche, così ad esempio commentò il processo di "giapponizzazione" in corso, da lui giudicato privo di radici:
tutta la faccenda. I bambini cantavano "La marcia patriottica", "Comandante Hirose", "Il Grande Eroe", "I valorosi di Kagoshima" e altri pezzi, ma privi di qualsiasi comprensione della tradizione giapponese e senza la minima ragione di comprendere frasi come hakkō ichiu (八紘一宇) [tutto il mondo sotto un unico tetto] e isshi hokokuì [morire per la patria]: il loro canto era uno sforzo meraviglioso, ma da pappagallo.»
(Ishikawa Tatsuzo Sakuhinshu, vol. 6, 1957, Shinchosha, p. 234, cit. in Peattie, pp. 105-106)
Durante la Guerra del Pacifico Ishigawa venne arruolato nell'esercito come reporter della Marina e inviato a Saigon, in Vietnam.

### Dopo il 1945
Dopo la seconda guerra mondiale Ishikawa continuò a scrivere su temi riguardanti la famiglia, l'amore, la felicità coniugale, la tragedia dell'egoismo, la condizione sociale dei soldati disoccupati, il rapporto con la modernità, spesso serializzando i racconti in alcuni giornali, come Asahi Shimbun, Yomiuri Shimbun e Chukyo Shimbun, per raggiungere il grande pubblico. A seguito della popolarità delle sue opere, gli stessi titoli di molti romanzi - come Senza speranza (1947), Canne che ondeggiano al vento (1949–1951), La resistenza del quarantottenne (1956), La caduta della gioventù (1968) - divennero espressioni gergali.
Scrisse anche altri romanzi sociali che utilizzavano la tecnica dell' "arte dell'investigazione", erano basati su un senso di giustizia sociale e di umanesimo e coprivano una vasta gamma di argomenti, anche di eventi contemporanei.

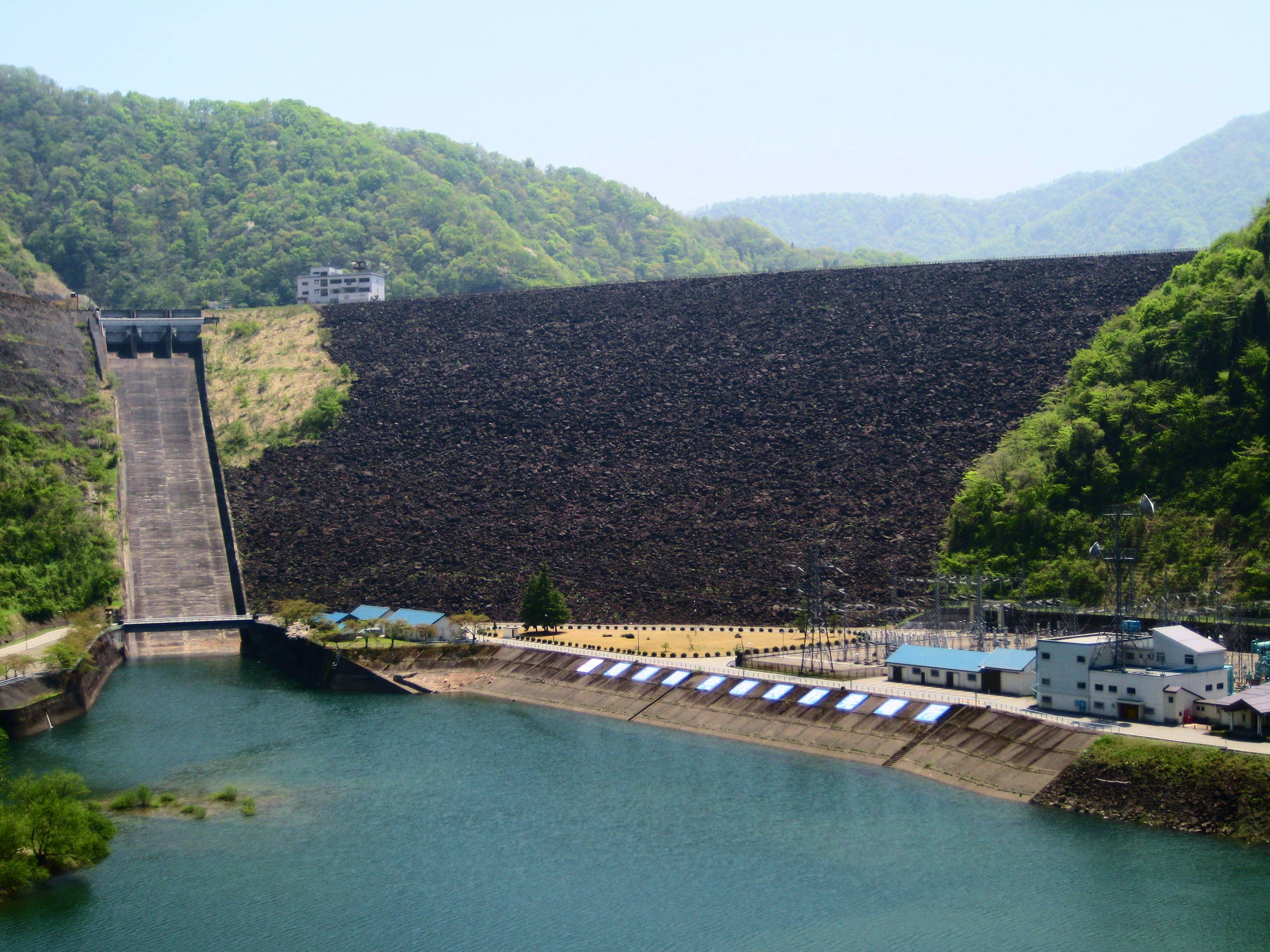
La diga di Kuzuryū, oggetto nel di un caso di corruzione di cui Ishigawa parla nel suo libro Montagne e fiumi sfregiati, 1964

Serializzato nel Mainichi Shimbun dal 1949 al 1951 e divenuto un famoso bestseller, Kaze ni soyogu ashi 風にそよぐ葦 (trad.: Canne che ondeggiano al vento, 1949–1951), da cui nel 1951 è stato tratto il film omonimo, è una storia che utilizza come materiale per rappresentare la sofferenza dei liberali durante e dopo la guerra, l'incidente di Yokohama, ossia l'arresto, da parte della polizia speciale, con l'accusa di ricostituzione del Partito Comunista, di decine di intellettuali e la successiva morte di alcuni di loro a causa di sevizie, avvenuto tra il 1943 e il 1945.
Kizu-darake no sanga 傷だらけの山河 (trad.: Montagne e fiumi sfregiati, 1964), trasposto poi nel film omonimo, con la regia di Satsuo Yamamoto, descrive la tirannia dei capitalisti e Kinkanshoku (金環蝕, Eclissi solare anulare, 1966), utilizza il caso di corruzione che ha segnato la costruzione della diga del fiume Kuzuryu come un'accusa di corruzione politica. Nel 1969 Ishikawa vinse per questi romanzi il Premio Kikuchi Hiroshi.
Secondo il questionario annuale dei lettori del Mainichi Shimbun, Ishikawa Tatsuzo è stato spesso in cima alla lista degli "scrittori preferiti" dal periodo successivo alla Seconda Guerra Mondiale fino alla fine degli anni '70.
Per il suo stile e le tecniche di scrittura, insieme ad altri scrittori come Shishi Bunroku e Ishizaka Yōjirō, venne a volte considerato un eretico nel mondo letterario.

### Cariche sociali

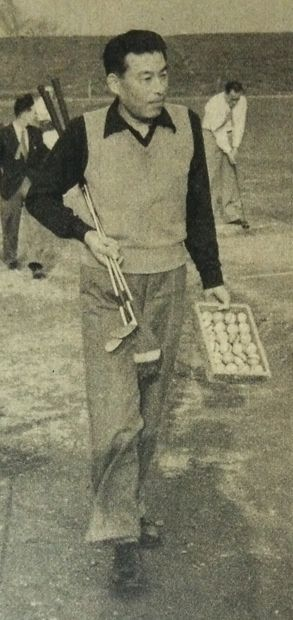
Ishikawa Tatsuzo nel 1954

Dalla fine degli anni quaranta del Novecento, Ishikawa assunse diverse cariche sociali. Nel 1949 divenne membro della giuria del premio Akutagawa; dal 1952 al 1956 ricoprì il ruolo di presidente dell'Associazione giapponese degli scrittori (日本文藝家協会), dell'Associazione giapponese per la protezione del copyright letterario (日本文芸著作権保護同盟), del Congresso di Tokyo dell'Associazione degli scrittori afro-asiatici (Afro-Asian Writers' Association-AAWA; dal 1975 al 1977 fu il 7º presidente del PEN Club giapponese (日本ペンクラブ).
Nel 1970 ricevette una nomina per il Premio Nobel per la letteratura insieme ad un altro scrittore giapponese, Sei Ito.
Le sue opinioni sulle questioni sociali e di attualità innescavano spesso accese discussioni tra lettori e cittadini. Quando nel 1956 guidò la Missione Culturale Asiatica in visita in vari paesi nel 1956, criticò "l'eccessiva libertà" della società capitalista. L'anno dopo prese di mira anche gli elementi pornografici contenuti nelle opere di Kawasaki Chotaro, Tanizaki Junichiro e altri, ritenendo che si trattasse di un uso eccessivo della "libertà di parola".
Nel 1975, quando ricoprì la carica di presidente del PEN giapponese, sostenne: "La libertà di parola include la libertà che non può essere compromessa e la libertà che può essere compromessa. La letteratura pornografica appartiene a quest'ultima." Le proteste delle giovani generazioni di iscritti e il conflitto creatosi all'interno delle attività del PEN, lo avrebbero portato a ritirare questa dichiarazione, e a rifiutare di essere rieletto presidente.

### Morte
Nei suoi ultimi anni soffrì di malattie cardiache. Il 21 gennaio 1985 l'ulcera gastrica che lo aveva colpito causò un peggioramento delle sue condizioni; ricoverato all'ospedale Mutai di Tokyo, morì qualche giorno dopo a causa di complicazioni derivate dalla polmonite.

## Opere (selezione)
- Sōbō (蒼氓, Gente), 1935
- Hikage no mura (日蔭の村, Il villaggio nell'ombra), 1937
- Ikite iru heitai (生きてゐる兵隊, I soldati vivi), 1945
- Kaze ni soyogu ashi (風にそよぐ葦, Canne che ondeggiano al vento), 1949–1951
- Saigo no kyōwakoku (最後の共和国, L'ultima repubblica), 1953
- Jibun no ana no naka de (自分の穴の中で, Intrappolato nel mio buco), 1955
- Ningen no kabe (人間の壁, Il muro umano, 1957–1959
- Yonjūhachi sai no teikō (四十八歳の抵抗, La resistenza del quarantottenne), 1956
- Mitasareta seikatsu (充たされた生活, Vita realizzata), 1961
- Kizu darake no sanga (傷だらけの山河, Montagne e fiumi sfregiati), 1962–1963
- Kinkanshoku (金環蝕, Eclissi solare anulare), 1966